# عدد گراهام
عدد گراهام یک عدد طبیعی بسیار بزرگ است که حدود ۱۰۰۰۰ صفر دارد و توسط مردی به نام رونالد گراهام تعریف شده‌است. گراهام یک مسئله ریاضی را به نام تئوری رمسی (رمزی) حل کرده‌است. عدد گراهام یکی از بزرگترین اعدادی است که تاکنون در اثبات‌های ریاضی استفاده شده‌است. برای نشان دادن بزرگ بودن این عدد می‌توان گفت که حتی اگر رقم‌های این عدد را به کوچکترین حالت ممکن بنویسیم باز هم در جهان قابل مشاهده، نمی‌توان آن را نمایش داد. نوشتن این عدد به صورت نمایش علمی نیز بسیار طولانی می‌باشد.

## پس زمینهٔ مفهومی

Example of a 2-colored 3-dimensional cube containing one single-coloured 4-vertex coplanar complete subgraph. The subgraph is shown below the cube. Note that this cube would contain no such subgraph if, for example, the bottom edge in the present subgraph were replaced by a blue edge – thus proving by counterexample that N*> ۳.

تئوری رمسی (رمزی) بخشی از ریاضیات است که این سؤال را مطرح می‌کند:
فرض کنید ما تعدادی نقطه روی یک کاغذ رسم می‌کنیم و هر جفت نقطه توسط یک خط به هم متصل می‌شود. بعضی از خطوی اتصالی آبی و بعضی قرمز هستند، آیا می‌توان ثابت کرد همیشه ۳ نقطه وجود دارد که خطوطی که آن‌ها را به متصل می‌کند رنگ مشابهی دارند؟
برای حالت ساده می‌توان به این نتیجه اطمینان کرد که در صورتی که تعداد نقاط بیشتر از ۶ باشد اهمیتی ندارد خطوط چگونه رنگ آمیزی شده باشد و می‌توان به حالت مد نظر رسید و پاسخ "بله " است. اما برای تعداد نقاط کمتر از ۵ می‌توان خطوط را طوری رنگ آمیزی کرد که به پاسخ "نه" رسید.
عدد گراهام در واقع از یک تغییر در این سؤال به وجود آمده‌است:
یکبار دیگر فرض می‌کنیم که چند نقطه داریم اما اینبار نقاط روی گوشه‌های یک مکعب nوجهی قرار دارند و و دوباره این نقاط با خطوط آبی و قرمز به هم متصل اند، برای هر ۴ نقطه ۶ خط وجود دارد که آن‌ها رابه هم وصل می‌کند.
سؤال این است:
"آیا می‌توان ۴ نقطه پیدا کرد که همهٔ آن‌ها روی یک سطح قرار بگیرند (Plane) و ۶ خطی که آنها را به هم وصل می‌کند یک رنگ باشد؟
در واقع زمانی که شرط روی یک صفحه قرار گرفتن را به سؤال اضافه می‌کنیم، مسئله مشکل می‌شود؛ و باید مشخص شود برای چه nهایی پاسخ مسئله "بله "است. برای چه “ n” پاسخ منفی است ."
در سال ۱۹۷۱ آقای رونالد گراهام و بی.ال. روچیلد یک پاسخ خاص برای این مسئله |پیدا کردند که نشان می‌داد بعد از n=۶ پاسخ نه می‌شود تا اینکه n خیلی بزرگ شود و به عدد گراهام یا بزرگتر از آن برسد تا به پاسخ مثبت برسد.
تا قبل از ۱۹۷۱ اینکه از یک عددی به بعد مجدداً می‌توان به پاسخ "بله " رسید، قابل پیش‌بینی نبود، لذا این نتیجه برای دنیای ریاضیات وسایر علومی که از اعدادی در این مقیاس استفاده می‌کنند (عصب‌شناسی – ستاره‌شناسی - ....) اهمیت فراوانی دارد.